# Wahlen zum Repräsentantenhaus der Vereinigten Staaten 1866
Die Wahlen zum Repräsentantenhaus der Vereinigten Staaten fanden ab dem 4. Juni 1866 statt. Dabei wurden in den Vereinigten Staaten an verschiedenen Wahltagen die Abgeordneten des Repräsentantenhauses gewählt. Die Wahlen waren Teil der allgemeinen Wahlen zum 40. Kongress der Vereinigten Staaten in jenem Jahr, bei denen auch ein Drittel der US-Senatoren gewählt wurden. Da die Wahlen etwa in der Mitte der Amtszeit von Präsident Andrew Johnson stattfanden (Midterm Election), galten sie auch als Votum über die bisherige Politik des Präsidenten. Überschattet waren die Wahlen von den Ereignissen, die sich nach dem Ende des Amerikanischen Bürgerkriegs ergaben. Dabei ging es auch um die Politik der Rekonstruktionszeit.
Zum Zeitpunkt der Wahlen bestanden die Vereinigten Staaten aus 37 Bundesstaaten, (Nebraska war inzwischen hinzugekommen). In der Realität waren aber mit Ausnahme von Tennessee die Südstaaten, die vormals die Konföderierten Staaten bildeten, noch nicht wieder offiziell in die Union eingegliedert und von den Wahlen ausgeschlossen. Sechs ehemalige Südstaaten wurden während der Legislaturperiode aufgenommen, die letzten vier folgten dann in der folgenden Legislaturperiode. Daher nahmen an den Wahlen von 1866 regulär nur 27 Bundesstaaten teil. In einigen Südstaaten wurden zwar Abgeordnete gewählt, die aber in Washington nicht zugelassen wurden. Die Zahl der in den verbliebenen 27 Bundesstaaten zu wählenden Abgeordneten war 224. Die Sitzverteilung basierte auf der Volkszählung von 1860.
Die Wahlen ergaben einen Sieg der Republikaner, die ihre Zweidrittelmehrheit noch ausbauen konnten. Die Demokraten gewannen ebenfalls, was aber vor allem auf die Erhöhung der Abgeordnetenzahl zurückzuführen ist. Eines der Wahlkampfthemen war der Streit um die Rekonstruktionspolitik. In dieser Frage standen sich Präsident Johnson und der radikale Flügel der Republikaner unversöhnlich gegenüber. Später sollte es wegen dieser Frage sogar zu einem (dann knapp im Senat gescheiterten) Amtsenthebungsverfahren gegen den Präsidenten kommen. Im Jahr 1866 sahen viele Wähler aus den Nordstaaten die Republikaner als die Partei an, die für den Sieg im Bürgerkrieg verantwortlich war. Außerdem unterstützen viele die Politik des radikalen Flügels der Partei, die eine harte Bestrafung der Südstaaten forderte.
Frauen waren weder wahlberechtigt noch wählbar. In vielen Bundesstaaten waren auch Afroamerikaner von der Wahl ausgeschlossen.

## Wahlergebnis
- Demokratische Partei 47 (38) Sitze
- Republikanische Partei 173 (136) Sitze
- Sonstige: 4 (1) Sitze

Gesamt: 224
In Klammern sind die Ergebnisse der letzten Wahl zwei Jahre zuvor. Veränderungen im Verlauf der Legislaturperiode, die nicht die Wahlen an sich betreffen, sind bei diesen Zahlen nicht berücksichtigt, werden aber im Artikel über den 40. Kongress im Abschnitt über die Mitglieder des Repräsentantenhauses bei den entsprechenden Namen der Abgeordneten vermerkt. Das Gleiche gilt für Wahlen in Staaten, die erst nach dem Beginn der Legislaturperiode der Union beitraten. Daher kommt es in den Quellen gelegentlich zu unterschiedlichen Angaben, da manchmal Veränderungen während der Legislaturperiode in die Zahlen eingearbeitet wurden und manchmal nicht.